# Prémio Amadeo de Souza-Cardoso
O Prémio Amadeo de Souza-Cardoso é um prémio atribuído pelo Museu Municipal Amadeo de Souza-Cardoso com o objetivo de distinguir artistas portugueses. Foi reinstituído em 1997 e é atribuído a cada dois anos. São premiados artistas em três categorias: Grande Prémio Amadeo de Souza-Cardoso, Prémio Amadeo de Souza-Cardoso e Prémio de Aquisição do Grupo dos Amigos da Biblioteca-Museu.
O Grande Prémio é um prémio de consagração e o vencedor é convidado a realizar uma exposição no museu. O Prémio é atribuído entre um conjunto de artistas convidados, sendo a obra premiada adquirida pelo museu. Entre os artistas premiados com o Grande Prémio estão Fernando Lanhas (1997), Fernando Azevedo (1999), Costa Pinheiro (2001), Júlio Pomar (2003), Nikias Skapinakis (2005), Ângelo de Sousa (2007), João Vieira (2009), António Sena (2011), Paula Rego (2013), Alberto Carneiro (2015), Jorge Pinheiro (2017) e Eduardo Batarda (2019).